# Medianeira

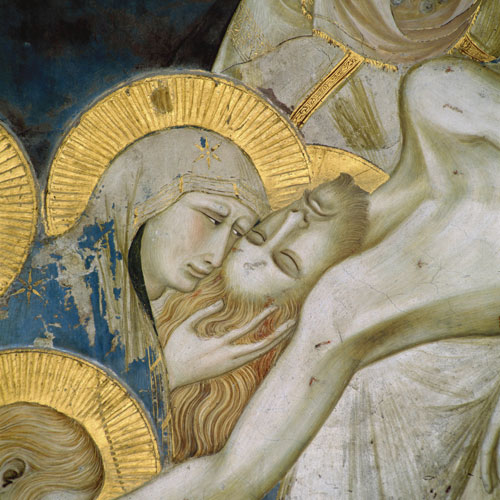
Pietro Lorenzetti, 1310

Medianeira (em latim: Mediatrix) na mariologia da Igreja Católica refere-se ao papel da Virgem Maria como uma mediadora de graças e bençãos através de Jesus. É um conceito distinto de Corredentora. Essa doutrina é baseada no fato de que Maria deu à luz Jesus, que é a responsável por todas as graças e bençãos concedidas à humanidade, assim ela participou da mediação dessas graças, devido ao seu Filho. Papas, como Leão XIII e Pio XII têm tradicionalmente apoiado esta interpretação.
O conceito de medianeira não é um dogma mariano, embora tenham sido feitas petições por vários cardeais e bispos ao Papa para declará-lo (juntamente com o Corredentora e Advogada) um dogma. Este conceito se tornaria o quinto dogma mariano aprovado pela Santa Sé.

## Primeira referências
Não há dúvida entre os teólogos católicos, que Jesus Cristo é o único mediador entre Deus e a raça humana (Timóteo 2:5) São Tomás de Aquino alega que só Cristo é o perfeito mediador entre Deus e a humanidade, mas isso não impede que outros mediadores dependam de Cristo.
As primeiras menções a este conceito aparecem na Igreja Primitiva, em uma oração atribuída a Efrém da Síria (306-373): Depois do mediador, a medianeira de todo o mundo.

## Século XIX
No século XIX, o termo medianeira aparece na bula papal Ineffabilis Deus do Papa Pio IX, e em vários encíclicas sobre o Rosário do Papa Leão XIII. O Papa Pio X utilizado o termo na encíclica Ad Diem illum e o Papa Bento XV introduziu uma nova festa Mariana em que ela é colocada como Medianeira de todas as graças (em 1921). O Papa João Paulo II na encíclica Redemptoris Mater afirma que Jesus é o mediador entre Deus e o homem e Maria é a medianeira entre Deus e o homem.

## Relatado em aparições

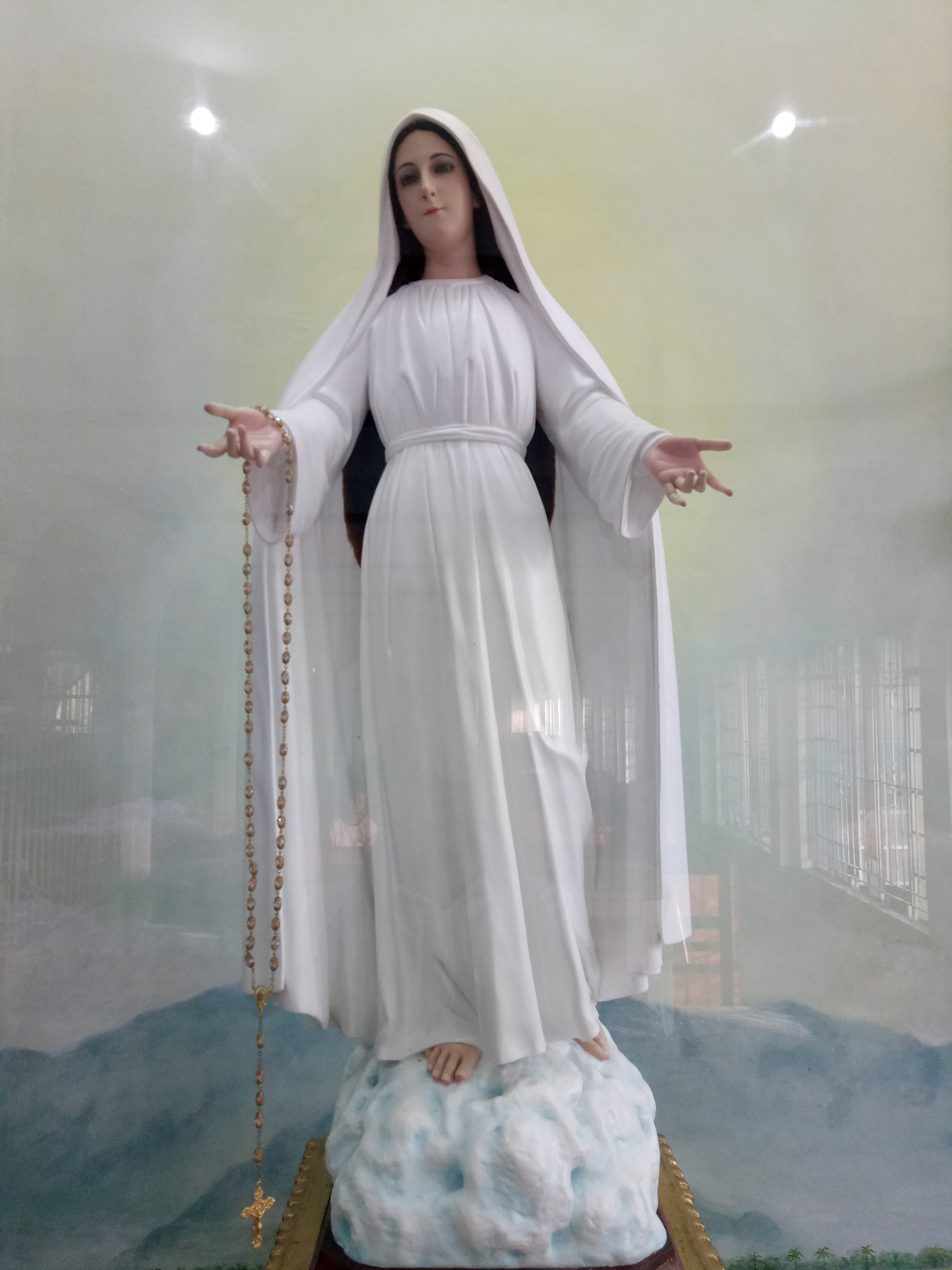
Maria, Medianeira de Todas as Graças, uma aparição em Lipa, nas Filipinas

Existem relatos (mas não provados) que nas aparições marianas foi utilizado o termo medianeira. As mensagens de Maria em Medjugorje utilizam tanto o termo "mediador" e "medianeira". Em 1984 as crianças em Medjugorje afirmaram ter ouvido: "Você deve saber, só há um Deus e um só Mediador Jesus Cristo. (...) Eu sou a Medianeira entre você e Deus.".

## Apoio popular e eclesiástico
O Apoio popular a Maria como Medianeira surgiu nas últimas décadas ambos tanto de leigos, quanto do clero. Um movimento de leigos chamado Vox Populi Mariae Mediatrici está promovendo a doutrina de Maria como Medianeira e fornece petições que podem ser assinadas pelos católicos em geral, e enviada para o Papa em apoio formal de uma definição dogmática.
Em 8 de fevereiro de 2008 cinco Cardeais da Igreja Católica emitiram uma petição solicitando ao Papa Bento XVI que declarasse dogmaticamente a Virgem Maria como Corredentora, Medianeira e Advogada. Os cardeais também incluíram um votum (ou seja, petição), que permitiria outros cardeais e bispos também solicitarem o mesmo a partir para o pontífice. Atualmente mais de 500 bispos assinaram o votums enviado para o Vaticano em apoio de um quinto dogma mariano.